# Portunus pelagicus
Portunus pelagicus is een krabbensoort uit de familie van de Portunidae. De wetenschappelijke naam van de soort werd als Cancer pelagicus in 1758 gepubliceerd door Carl Linnaeus.
Portunus pelagicus is ook bekend als de blauwe zwemkrab. De krabben worden op grote schaal verhandeld in Oost-Afrika, Zuidoost-Azië, Oost-Azië, Australië, de Perzische Golf, Nieuw-Zeeland en Indonesië.